# Емил Киряс
Емил Киряс (на македонска литературна норма: Емил Кирјас) е политик от Северна Македония.

## Биография
Киряс е роден в 1975 година в Скопие, тогава в Югославия.
Заместник-председател е на Либералнодемократическата партия. От 2003 г. е председател на Международната асоциация на либералната младеж. През август 2007 година е избран за генерален секретар на Либералния интернационал.